# Media Park
Het Media Park is een bedrijventerrein in het Noord-Hollandse Hilversum waar televisie- en radioproducties worden gemaakt. Daarnaast is het Media Park de vestigingsplaats van toeleveringsbedrijven voor de media.

## Geschiedenis
De eerste plannen voor een studiocomplex kwamen in 1951. Destijds ging het om plannen voor enkel de radio waardoor de oorspronkelijke naam Radio-City zou worden. In 1961 ontving de Nederlandse Televisie Stichting (NTS) een vergunning voor de bouw van de eerste televisiestudio en decormontagehal op een deel van de Hilversumse Eng in Hilversum Noord, dat behoorde tot het historische akkergebied van de erfgooiers. Enkele jaren later, in 1967, werd ook het monumentale gemeenlandshuis waar de erfgooiersorganisatie zetelde afgebroken. Met de start van de bouw van het terrein dat de naam Omroepkwartier zou krijgen, waarvan NTS-voorzitter Emile Schüttenhelm op 23 oktober 1961 de eerste paal in de grond sloeg, ging een groot gedeelte van de wens van Omroepvoorzitter Willem Vogt in vervulling. Vogt, in de pioniersjaren van de Nederlandse omroep directeur van de AVRO, voorzag een groot gebouwencomplex in Hilversum Noord, waar alle televisiestudio's en -kantoren gevestigd waren. Op 28 december 1962 werd studio A als eerste in gebruik genomen. Niet alleen de NTS vond een plek op het nieuwe studioterrein, ook de radiocollega's van de Nederlandse Radio Unie (NRU) verhuisden vanuit diverse gebouwen in Hilversum naar het nieuwe uitzendcomplex. Het Omroepkwartier werd ontworpen door architect Jan H. van der Zee. In 1963 werd op het nieuwe omroepterrein het Muziekpaviljoen, waarin de Fonotheek en Muziekbibliotheek gehuisvest werden, geopend, naar ontwerp van architect Piet Elling.
Op 2 oktober 1967 werd door Prins Bernhard de eerste bouwfase, bestaande uit twee televisiestudio's en een decormontagehal op het Omroepkwartier officieel geopend en werd op dezelfde dag Studio Irene in Bussum gesloten. Vanaf dat moment was de Nederlandse radio en televisie gehuisvest op een centrale plek. De eerste televisiestudio's die werden ingericht met kleurenapparatuur werden in 1968 gebouwd, studio 3 en 4. Omdat de omroepen vasthielden aan het uitzenden vanuit eigen radiostudio's werden deze in een gezamenlijke pool gebruikt, waarbij de studio eigendom was van de desbetreffende omroep, maar de apparatuur van de Nederlandse Omroep Stichting (NOS), die in 1969 bij het in werking treden van de Mediawet werd opgericht en de rechtsgeldige opvolger was van de NRU en de NTS. De NOS bracht het technisch personeel en apparatuur onder in het Facilitair Bedrijf, dat op 1 januari 1988 werd verzelfstandigd tot het Nederlands Omroepproduktie Bedrijf (NOB).
In 1974 werd op het Omroepkwartier het Decorcentrum geopend. Het Decorcentrum herbergde de grootste collectie rekwisieten in geheel Europa. Omroepen uit heel Europa maakten gebruik van deze unieke collectie. In 1983 werd het Schakel- en uitzendcentrum geopend, het sluitstuk van de ontwikkeling van het Omroepkwartier. In dit gebouw vonden de eindregies van de drie publieke netten hun thuishaven. Ook de redactie en studio van het NOS Journaal zĳn hier gevestigd sinds 2005. In 1988, bij het in werking treden van de nieuwe Mediawet, ging het eigendom van het Omroepkwartier over in het NOB en veranderde de naam in Media Park.
Nadat NOB het beheer van het Media Park overnam werden nog tal van nieuwe gebouwen toegevoegd op het terrein. Zo vestigde RTL Nederland zich in 2003 in het noordelijke deel van het Media Park, in het oude pand van John de Mol Produkties. Daarnaast was het Media Park ook de thuisbasis van de voormalige televisiezender Talpa van John de Mol.
Eind 2005 werd er een begin gemaakt aan het Masterplan Media Park. Dit masterplan bestaat uit twee onderdelen. Eén hiervan is de ontsluiting van het Media Park door middel van de aanleg van twee nieuwe ingangen. De zuidelijke ingang biedt toegang aan het publieksgedeelte van het Media Park, zoals het nieuwe gebouw van het Nederlands Instituut voor Beeld en Geluid. Daar is ook een restaurant en een Media-themapark in gevestigd. Ook kan het publiek via de zuidelijke ingang naar de televisiestudio's aan de zogenaamde Walk of Fame. Aan de noordzijde van het terrein werd een tweede ingang voorzien, bestemd voor medewerkers van de omroepen en op het Media Park gevestigde bedrijven. Tevens zijn er op het Media Park enkele nieuwe voorzieningen gerealiseerd, waaronder een restaurant, een koffiezaak en een kleine supermarkt van Albert Heijn. In 2011 werd er een traverse over de weg naar Station Hilversum Media Park gerealiseerd die uitkomt in het hart van het Media Park.
Het park werd vanaf april 2003 deels beheerd door het bedrijf TCN Property Projects (TCN PP). Een aantal gebouwen op het Media Park, waaronder het Videocentrum, Villa Heideheuvel, Filmcentrum en de Peperbus waren geen eigendom van TCN PP, maar van de NOS en de NPO. TCN PP werd in november 2012 failliet verklaard. Begin 2013 werd het beheer overgenomen door de onderneming Media Park Beheer.
Het bestemmingsplan van eind 2010 voorzag in de komst van De Portier, een gebouw op de locatie tussen de Mies Bouwmanboulevard, de Witte Kruislaan, de Kees Buurmanlaan en de Familie de Mollaan. Anno 2025 is het gebouw nog niet gerealiseerd.
In januari 2019 werd bekend dat het Media Park voor een onbekend bedrag werd verkocht aan Pinnacle, een vastgoedbedrijf waarvan prins Bernhard van Oranje minderheidsaandeelhouder is. Het terrein van eigenaar Europa Capital stond al meer dan twee jaar in de verkoop. Volgens burgemeester Pieter Broertjes van Hilversum was Pinnacle voornemens het Media Park groener, duurzamer en opener te maken.
Op de laatste zondag van augustus 2024 werd op het Media Park ook het nieuwe culturele seizoen geopend omdat het evenement "De Opening", de opvolger van de Uitmarkt in Amsterdam, dat jaar niet kon plaatsvinden. Er kon voor dat jaar geen stad worden gevonden die het evenement kon organiseren. De opening vond dat jaar plaats door op deze dag eenmalig het programma Musical Awards: The Kick-Off te hosten(dit programma wordt normaal gesproken uitgezonden vanaf de locatie van "De Opening"). Hiervoor werd studio 21 gebruikt. Hiermee was 2024 het enige jaar waarin het nieuwe culturele seizoen niet met een evenement werd geopend.

## Bedrijven op het Media Park
De belangrijkste bedrijven en omroepverenigingen gevestigd op het Media Park zijn:
- BNNVARA
- Bourgonje
- CANAL+[19]
- Cellnex
- Commissariaat voor de Media
- Creative Animal
- DMC Production[20]
- EMG Nederland[21]
  - Motionmakers
- Eurosport[22][23]
- Faber Audiovisuals
- Health Works Fitness
- Hogeschool van Amsterdam[24]
- HUMAN
- Hunkemöller[25]
- inVision Ondertiteling
- ITV Studios Netherlands
- Make-A-Wish Nederland[26]
- Make IT Work
- MBO College Hilversum
- Media Campus NL (Media Perspectives)
- Media Monks
- Mediastages
- Nederlands Instituut voor Beeld en Geluid
- NEP The Netherlands[27][28]
- NICAM
- NLPO (stichting Nederlandse Lokale Publieke Omroepen)
- NOS
  - NOS Nieuws
  - NOS Sport
  - NOS Evenementen
- NPO
  - BVN
- NTR
- Omroep MAX[29]
- Production People
- PV Pictures
- Red Bee Media
- RPO (stichting Regionale Publieke Omroep)
- RTL[30]
  - Ad Alliance
  - Buienradar
  - RTL Nieuws
  - Videoland
- Ster[31][32]
- Unbranded Experience
- Viaplay Nederland[33]
- VPRO
- WNL[34]
- Write to Left Media
- Ziggo Sport[35]

## Studio's op het Media Park

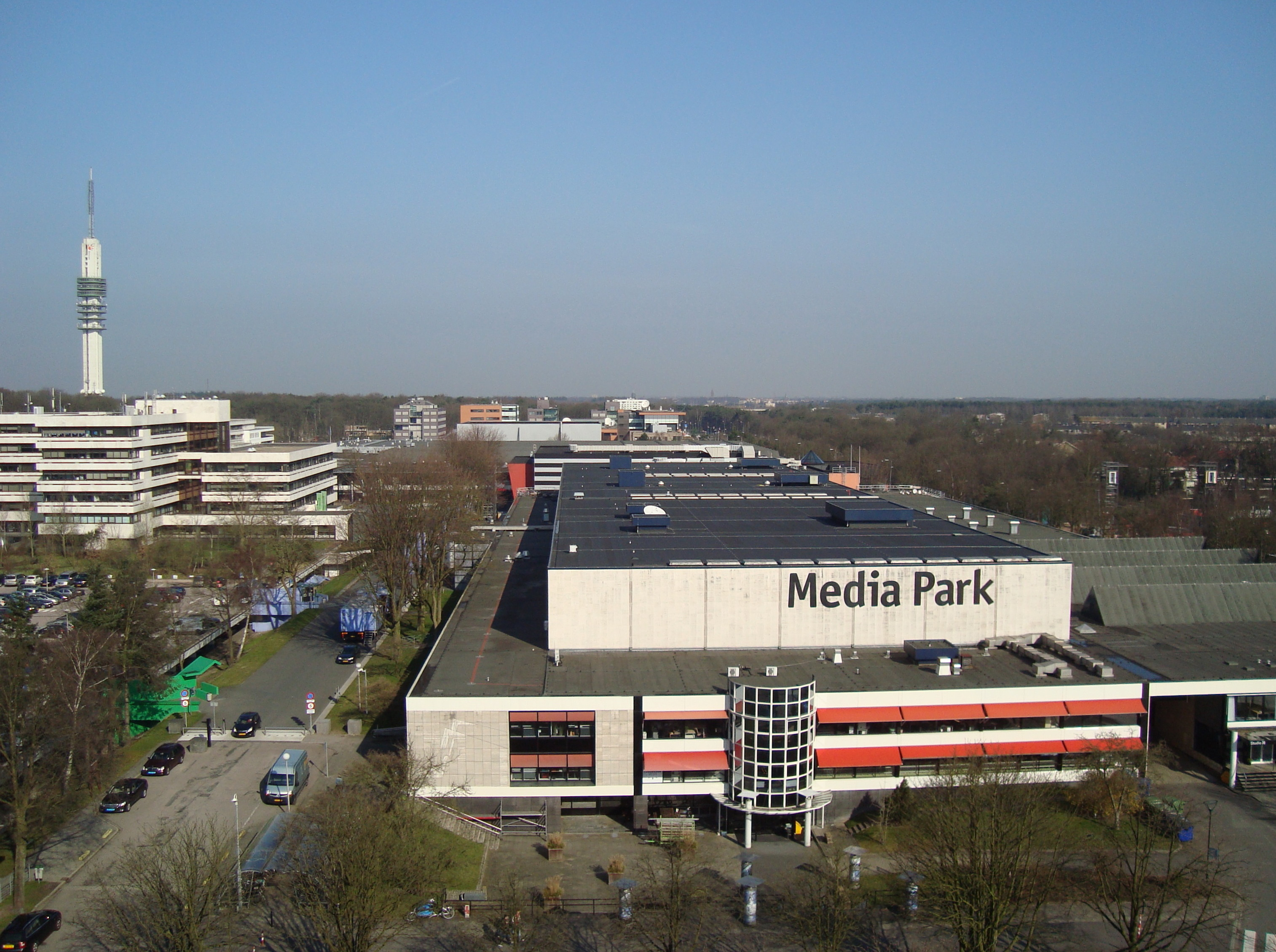
Het Studiocentrum gelegen aan de André van Duinboulevard gezien vanaf het dak van het Nederlands Instituut voor Beeld en Geluid. (2011)

### Radiostudio's
| Locatie         | Beheer              | Gebruik                                                                                        |
| --------------- | ------------------- | ---------------------------------------------------------------------------------------------- |
| Beeld en Geluid | Beeld en Geluid     | Incidentele radio-uitzendingen als Radio 555, Top 2000 Café en Dutch Media Week                |
| Gebouw 15       | RTL                 |                                                                                                |
| Muziekpaviljoen | EMG                 | JINX Radio Voorheen Hilversum 3, 3FM, Radionieuwsdienst ANP, Kink FM & Veronica Radioschool    |
| NOS-gebouw      | NOS                 | Radiostudio's voor NOS Nieuws en NOS Sport totdat ze in 2017 verhuisden naar het NPO Radiohuis |
| NPO Peperbus    | NPO                 | Drie studio's, Live Box en eindregie voor onder andere NPO 3FM Voorheen ook NPO Radio 6        |
| NPO Radiohuis   | NPO                 | Vijf studio's en eindregies voor NPO Radio 1, NPO Radio 2, NPO Klassiek & NPO Radio 5          |
| NTR-Gebouw      | BNNVARA, NTR & VPRO | Voor opnames in surround sound en spreekcel Voorheen NPO Radio 4                               |
| Paviljoen 11    | De Radiofabriek     |                                                                                                |

### Televisiestudio's
| Studio         | Locatie            | Beheerder                              | Huidige programma's | Eerdere programma's |
| -------------- | ------------------ | -------------------------------------- | --- | --- |
| Studio 1       | Studiocentrum      | NEP The Netherlands                    | - Prijzenjacht | - Het Beste Brein van Nederland - DINO - Geef om je hersenen - Het zijn net mensen - Hoge Bomen - JENSEN! - Onmogelijke duetten - Ranking the Stars - Rare Jongens - RTL 7 Darts - RTL 7 UEFA Champions League - RTL 7 UEFA Europa League - VTBL - Zomergasten |
| Studio 2       | Studiocentrum      | NEP The Netherlands                    | - Vandaag Inside | - Carlo's TV Café - Linda's Zomerweek - Marcel & Gijs - Sesamstraat - Top 4000 Muziekquiz (november 2024) - Veronica Offside - Veronica Inside - Veronica UEFA Champions League - VI Vandaag - Voetbal Inside |
| Studio 3       | Studiocentrum      | NEP The Netherlands                    | - Kassa - Pauw & De Wit | - Bar Laat - Khalid & Sophie - Lingo - M - Op1 - De Sanne Wallis Show |
| Studio 4       | Studiocentrum      | NEP The Netherlands                    | - LUBACH | - ADE 2020 - Andrés Comedyparade - De Avondshow met Arjen Lubach - Kassa - NOS Studio WK 22 - Universiteit van Nederland - The voice of Holland (interview kandidaten) |
| Studio 5       | Studiocentrum      | Omroep MAX (gefaciliteerd door EMG)    | - Dit Was Het Nieuws - Heel Holland Bakt: Doorbakken - MAX Evergreen Top 1000 - MAX vakantieman - Nederland in Beweging! | - Het Journaal (1970-1985) - RTL Boulevard (2003-?) |
| Studio 6       | Studiocentrum      | Omroep MAX (gefaciliteerd door EMG)    | - Café Kockelmann - Goedenavond Nederland - WNL op Zondag | - NADIA |
| Studio 7       | NOS-gebouw         | NOS (gefaciliteerd door EMG)           | - NOS Sportjournaal - NOS Studio Sport - NOS Studio Sportzomer - Nederland Kiest - Amerika Kiest | - Het Coronavirus: Feiten en fabels - NOS Studio Voetbal |
| Studio 8       | NOS-gebouw         | NOS (gefaciliteerd door EMG)           | - NOS Journaal - NOS Jeugdjournaal ('s avonds) - NOS Studio Sport (zondagmiddag) - Nieuwsuur - BVN-Weer | - Nieuws? Uit de natuur! - Schooltv-weekjournaal - Zapp Weekjournaal |
| Studio 9       | RTL-gebouw         | RTL Nieuws BV (gefaciliteerd door NEP) | - RTL Nieuws - RTL Weer - Editie NL - RTL Z Beursspel | - Cybersessies - RTL Z Nieuws - Van Liempt Live |
| Studio 10      | NOS-gebouw         | NOS (gefaciliteerd door EMG)           | - calamiteitenstudio - NOS Journaal (overdag & laat) - NOS Journaal in Makkelijke Taal - NOS Studio Sport (incidenteel) | - NOS Jeugdjournaal ('s ochtends) |
| Studio 11      | Studiocentrum      | NEP The Netherlands                    | - RTL Tonight | - ontvangst publiek The Headliner - ontvangst publiek Ranking The Stars - Peptalk - Rondo - Ziggo Sport Race Café - Ziggo Sport Voetbal Café |
| Studio 12      | NOS-gebouw         | NOS (gefaciliteerd door EMG)           | - Extra studio voor NOS Studio Sport | - Gebarentolkstudio voor de ochtendjournaals & Eurovisie Songfestival-uitzendingen |
| Studio 14      | NOS-gebouw         | NOS (gefaciliteerd door EMG)           | - Gebarentolkstudio voor het NOS Journaal en andere televisie-uitzendingen op NPO. | |
| Studio 14      | RTL-gebouw         | RTL Nieuws BV (gefaciliteerd door NEP) | - RTL Z Nieuws | - Bright TV - Z Today - Z60 - Kĳker aan Z - RTL Z Voorbeurs |
| Studio 15      | RTL-gebouw         | RTL                                    | Vervallen. Vroeger werd vanuit deze studio Dit is Mijn Toekomst uitgezonden. | Vervallen. Vroeger werd vanuit deze studio Dit is Mijn Toekomst uitgezonden. |
| Studio 15A/15B | NOS-gebouw         | NOS (gefaciliteerd door EMG)           | - NOS Jeugdjournaal ('s ochtends) - NOS op 3 - NOS Stories | |
| Studio 16      | RTL-gebouw         | RTL Nieuws (gefaciliteerd door NEP)    | - Toekomstige uitbreiding RTL Nieuws | - RTL Cinema - RTL Boulevard (?-2016) |
| Studio 19      | Studiocentrum      | Health Works Fitness                   | Vervallen, omgebouwd tot sportschool. Vroeger werden hier programma's als Het Zonnetje in Huis en Kinderen geen bezwaar opgenomen. | Vervallen, omgebouwd tot sportschool. Vroeger werden hier programma's als Het Zonnetje in Huis en Kinderen geen bezwaar opgenomen. |
| Studio 20      | Studiocentrum      | NEP The Netherlands                    | - Per Seconde Wijzer - 2 voor 12 | - De Cirkel - Dubbelspel - Je Mag Ook Helemaal Niets Meer - Kassa - De Nationale 2022 Test - Onderaan de Streep - Spuiten en Slikken |
| Studio 21      | Decorcentrum       | Oseven                                 | - Dinnershow Pandora - MAX Kerstconcert - Muziekspecials - Zapp Awards | - Boxing Influencers (2024) - Comedy Central Roast - Dutch IT Channel Awards - Eurovision: Europe Shine a Light (2020) - ‘Iedereen AAN’ tegen kanker (2024) - Musical Awards: The kick off (2024, ter vervanging van "De Opening") - Next Level Heroes (2025) - Zapplive |
| Studio 22      | Willem Ruisweg     | NEP The Netherlands                    | - Beat the Champions - Ik hou van Holland - Oh, Wat Een Jaar! - That's My Jam - Weet Ik Veel - Zing! | - Dance Dance Dance - Idols - Ik wed dat ik het kan! - It Takes 2 - Samen In Actie Voor Oekraïne (2022) - So You Wanna Be a Popstar - Strictly Come Dancing - The voice of Holland (liveshows) - The Voice Kids (liveshows) - X Factor |
| Studio 23      | Leen Jongewaardweg | Omroep MAX (gefaciliteerd door EMG)    | - Bak mee met MAX - Goedemorgen Nederland - Kook mee met MAX - MAX Geheugentrainer - MAX Ouderenjournaal - Meldpunt - Met het Mes op Tafel - Tijd voor MAX                                                                             | - BZT Show - Frontberichten Live - Hallo Nederland - Juf Roos - MAX vakantieman - Sport 7 (1996) - WNL op Zondag |
| Studio 24      | Willem Ruisweg     | NEP The Netherlands                    | - Viaplay Formule 1 (2025-heden) - Vrooooom - Vrooooom: De Samenvatting | - Avastars - Battle on the Dancefloor - De Grote Improvisatieshow - Freestylegames - The Headliner - Het Holland Huis (maart 2025) - Holland's Got Talent - Je zou het moeten weten (2021) - Korenslag - M/V - De Nationale IQ Test - De nieuwe Uri Geller - Op zoek naar Evita - Op zoek naar Joseph - Ranking the Talent - Sterren Dansen op het IJs - Superkids - The Talent Scouts - The Tribute: Battle of the Bands - The Voice of Holland (blind auditions en knock-outs) |
| Studio 25      | NPO Peperbus       | NPO                                    | Vervallen, oorspronkelijke studioruimte en het gebouw was gebouwd voor NOB Interactive. De ruimte is omgebouwd tot ontvangstruimte van het NPO-gebouw. Vanuit de ruimte daarachter werd na 2016 Club Hub en Na het Nieuws uitgezonden. | Vervallen, oorspronkelijke studioruimte en het gebouw was gebouwd voor NOB Interactive. De ruimte is omgebouwd tot ontvangstruimte van het NPO-gebouw. Vanuit de ruimte daarachter werd na 2016 Club Hub en Na het Nieuws uitgezonden. |
| Studio 31      | Decorcentrum       | EMG                                    | - Langs de vangrails (2025-heden) - Rondo (2024-heden) - Ziggo Sport Champions League, Europa League & Conference League (2024-heden) - Ziggo Sport Race Café (2024-heden) - Ziggo Sport Race Café: De Stamtafel (2025-heden)          | - Beste Kijkers - Hart van Nederland - Humberto - Lang Leve De Muziek Show - Renze - Shownieuws - Weer.nl |
| Studio 32      | Decorcentrum       | EMG                                    | - Studio Snugger - De Tafel van Taal | - Nederland in Beweging! - Heel Holland Bakt: Smaakt naar meer - Smart & Dart |
| Studio 41      | Studiocentrum      | NEP The Netherlands                    | - Viaplay Formule 1 (2022-heden) | Deze ruimtes dienden voorheen als decoropslag. |
| Studio 42      | Studiocentrum      | NEP The Netherlands                    | - Viaplay Voetbal (2022-heden) | Deze ruimtes dienden voorheen als decoropslag. |
| Studio 43      | Studiocentrum      | NEP The Netherlands                    | - Viaplay Darts (2022-heden) | Deze ruimtes dienden voorheen als decoropslag. |
|                | Villa VPRO         | BNNVARA, NTR & VPRO                    | - Sinterklaasjournaal | - Beste Vrienden Quiz - De Nationale 2021 Test - De Nationale Reistest - De Racisme Kennistest - Spuiten en Slikken Sekstest - De Survival of the Fit-Test |
| Studio Q       | Muziekpaviljoen    | Motionmakers (EMG)                     | Voor zakelijk gebruik | Voor zakelijk gebruik |
| Studio Voetbal | NOS-gebouw         | NOS (gefaciliteerd door EMG)           | - NOS Studio Voetbal | |

De studio's 1, 2, 3, 4, 5, 6, 7 en 8 worden als volwaardige televisiestudio's gekenmerkt omdat deze zĳn gebouwd met een doos-in-doosconstructie. Bĳ het betreden van deze studio's gaat men dan ook door twee deuren.

### Overige studio's in Hilversum
Studio 33 van EMG bevindt zich op Franciscusweg 249 in Kerkelanden, een voormalige studio van RTL. Hier worden en werden programma's opgenomen als Beste Kijkers, CupCakeCup, Even tot hier, Mijn vader is de beste, Ons Kent Ons, Praat Nederlands Met Me, Proefkonijnen, RTL Boulevard (2001-2002), De S.P.E.L.show, Valhalla en Voor het blok.
Studio 47 van NEP is gevestigd in het oosten van Hilversum op Mussenstraat 47, waar 112 Vandaag wordt uitgezonden en de studio-opnames van LEGO Masters plaatsvinden.
Studio EenVandaag is gevestigd in het Wereldomroepgebouw van AVROTROS ten noorden van het Media Park. Hiervandaan wordt EenVandaag uitgezonden en Mollenstreken opgenomen.
Studio Q16 (vroeger Studio 16) bevindt zich ten noorden van Hilversum in het voormalig hoofdkantoor van United Broadcast Facilities. De televisiestudio is vernoemd naar het huisnummer van het kantoorpand op Naarderweg 16. In deze studio werd vroeger onder andere belspellen uitgezonden. Sinds 2022 wordt het gebruikt voor de producties van Motionmakers.
Ten zuiden van het Media Park zijn nog 3 studio's gevestigd in het M-Mediagebouw (het vroegere AKN-gebouw). Onder andere Radar, De Slimste Mens en ZappLive worden hiervandaan uitgezonden. Naast de televisiestudio's bevinden hier de voormalige radiostudio's Studio20 van NPO Radio 2 en Studio50 van NPO Radio 5. Deze studio's zijn inzetbaar als calamiteitenstudio's. Sinds 29 november 2022 huist hier ook de regionale omroep NH.
In het gebouw van omroep EO op de Oude Amersfoortseweg 79 bevindt zich de studio van het televisieprogramma Dit is Tijs.
Talpa zendt haar nieuwsbulletins overdag uit vanaf een redactiestudio op Bergweg 70. De avonduitzendingen van Hart van Nederland, Shownieuws, Weer.nl, GoedNieuws Vandaag en Nieuws van de Dag komen uit een studio aan de Schuttersweg. In datzelfde pand is een derde televisiestudio gevestigd voor kleine producties als Lachen om Home Video's en de radiostudio's van Radio 10, Radio 538 en Sky Radio.
In poppodium De Vorstin vinden elke zaterdag opnames plaats voor het radioprogramma Muziekcafé van AVROTROS.
Lichtmacht Studio van lichtontwerpbedrĳf Lichtmacht zĳn twee studio's gelegen in de Honingstraat 14B. Deze zĳn respectievelĳk 90 m² en 12 m².
Studio 55 is een fotostudio met een grootte van 135 m², gelegen achter het gebouw van de AVROTROS op Witte Kruislaan 55a.

## Misdrijven en beveiliging
Op 6 mei 2002 werd na een interview de politicus Pim Fortuyn bij het verlaten van het Audiocentrum vermoord. Op de plaats van het misdrijf is bij wijze van herdenkingsmonument een tegel geplaatst. Na de moord werd de beveiliging van het park opgevoerd met bewakingspersoneel en een slagboom. Dit bleek problemen op te leveren voor een aantal bedrijven die veel gasten ontvangen. In 2012 werden de slagbomen verwijderd, nadat andere veiligheidsmaatregelen genomen waren. Zo zijn de gebouwen van NPO en NOS alleen toegankelijk met pasjes en tourniquets.
Op 29 januari 2015 vond er een gijzeling in het NOS-gebouw plaats. Een jongeman drong het gebouw van de NOS binnen met een neppistool. Hij eiste een aantal minuten zendtijd in het achtuurjournaal om een toespraak te houden, maar werd door het zogeheten mediateam van de politie in een andere studio overmeesterd. Het hele gebouw moest worden ontruimd - waaronder de eindregies en het verbindingscentrum - waardoor een storingskaart met de tekst "Even geduld a.u.b." meer dan een uur op NPO 1 was te zien voordat de programmering weer kon worden hervat.
In de ochtend van donderdag 17 augustus 2017 heeft een verwarde gewapende man een vrouw gegĳzeld en dreigend met een mes het NPO-gebouw binnengegaan. Een tas met een mes is in de buurt van het incident gevonden. Volgens de receptionist heeft de man in gebrekkig Nederlands hebben gevraagd naar CNN. Na anderhalf uur heeft de politie een einde gemaakt aan de gĳzeling. 
Na de moordaanslag op misdaadverslaggever Peter R. de Vries in juli 2021 werden de uitzendingen van RTL Boulevard vanaf het Leidseplein in Amsterdam tĳdelĳk gestaakt vanwege serieuze dreiging. RTL heeft een nieuwe passende uitzendlocatie kunnen vinden op het Media Park waar de veiligheid van de medewerkers kan worden gewaarborgd. Dit is bepaald in overleg met de burgemeester van Hilversum, de officier van justitie en de politiechef. De veiligheidsmaatregelen zĳn "zichtbaar en onzichtbaar". Deze uitzendlocatie is vooralsnog niet bekendgemaakt vanwege veiligheidsoverwegingen.
Op 6 september 2023 liep een man met een mes en een vuurwapen binnen in het gebouw van BNNVARA met als doel Tim Hofman te vermoorden. Hij kon snel worden opgepakt dankzij het adequaat handelen van de bewaker. De schrik zat er bij Tim Hofman goed in.

## Trivia
- Sinds 2009 kan het publiek een blik achter de schermen werpen. In een elektrisch karretje worden bezoekers binnen een uur over het Media Park rondgereden waarbij onder andere een bezoek wordt gebracht aan de opslag van rekwisieten en decorstukken.
- Sinds 2 september 2013 staat het logo van het tv-programma Man bijt hond op de iconische, 196 meter hoge betonnen uitzendmast.[137]